# Neresnycja
Neresnycja, česky také Nerešnice (ukrajinsky Нересниця, maďarsky Nyéresháza) je obec v okrese Ťačiv v Zakarpatské oblasti na západní Ukrajině. Osadou obce Neresnycja je Pidpleša. V roce 2025 žilo v Neresnyci 3732 obyvatel; v celé obci pak žilo 4976 obyvatel.
V Neresnyci je sídlo jednotného územního společenství Нересницька сільська громада, do kterého patří Neresnycja a tyto další obce a jejich části:
| Přepis do latinky | Název obce v cyrilici |
| Fontyňasy         | Фонтиняси             |
| Hanyči            | Ганичі                |
| Novoselycja       | Новоселиця            |
| Petrušiv          | Петрушів              |
| Pidpleša          | Підплеша              |
| Pryhid            | Пригідь               |
| Šyrokyj Luh       | Широкий Луг           |
| Tarasivka         | Тарасівка             |
| Ternovo           | Терново               |
| Tysalovo          | Тисалово              |
| Vyšovatyj         | Вишоватий             |

Toto územní společenství má rozlohu 336,9 km2; v roce 2020 v něm žilo 30 609 obyvatel.

## Historie
Archeologické nálezy naznačují, že území obce bylo osídleno již v době bronzové. První písemná zmínka této obci pochází z roku 1451. Od starověku až do roku 1855 se místní obyvatelé zabývali těžbou soli. Do uzavření Trianonské smlouvy byla obec součástí Uherska, poté pod názvem Nerešnice součástí Československa. Za první československé republiky zde byl obecní notariát a poštovní úřad. Od roku 1945 byla obec součástí Ukrajinské sovětské socialistické republiky, která byla součástí SSSR. Od roku 1991 je obec součástí nezávislé Ukrajiny. Dne 12. června 2020 se obec spolu s 11 okolními vesnicemi stala centrem nově založené venkovské komunity.